# Pandémie de Covid-19 en Guadeloupe
 (novembre 2021).
La pandémie de Covid-19 a été confirmée comme s'étant propagée au département français d'outre-mer et à la région de la Guadeloupe le 12 mars 2020. Le 12 juin 2020, selon un décompte publié par l'Agence régionale de santé (ARS), le département compte 171 cas de la Covid-19, dont 14 en sont décédés et 157 en sont guéris.
Le 1er avril 2020, un couvre-feu est instauré sur toute la Guadeloupe entre 20h et 5h du matin.
Le 15 novembre 2021, le gouvernement annonce que le personnel soignant et les pompiers doivent être vaccinés pour le 31 décembre, ce qui entraine un appel à la grève générale par un collectif d'organisations syndicales et citoyennes.
Le 20 décembre 2021, le taux d'incidence en Guadeloupe est de 53 pour 100 000 habitants.
Le jeudi 23 décembre 2021, une centaine de personnes manifestant contre le pass sanitaire ont envahi l'hémicycle du Conseil régional de la Guadeloupe. Du mobilier a été détruit. Ces manifestants s'opposaient également à l'obligation vaccinale du personnel de santé et des pompiers,.
A des questions d'ordre sanitaires, se mêlent des revendications sociales et politiques.
À partir du vendredi 7 janvier 2022, l'état d'urgence sanitaire est déclarée sur l'île et le couvre-feu à 22h est instaurée pour trois semaines,. Les rassemblements de plus de 6 personnes sont interdits. Le couvre-feu pourrait être ramené à 20h, si l'île ne connait pas un recul des contaminations.
Des syndicalistes opposés à l'obligation vaccinale ont assiégé le CHU de Guadeloupe et agressé le directeur de l'hôpital et ses deux adjoints,.
Seuls 40 % des habitants de l'île ont reçus une première dose de vaccin et 80 % des lits de réanimation sont occupés en janvier 2022.
Pour endiguer l'épidémie, les autorités rappellent les gestes barrières à respecter : porter un masque homologué en présence d'autres personnes, manger à distance les uns des autres, pour les fêtes, se retrouver en petits groupes et plutôt à l'extérieur, ne pas se serrer la main, se laver les mains le plus souvent possible, se frotter les mains avec du gel hydro-alcoolique, aérer les pièces climatisées le plus souvent possible.

## Statistiques
| Nouveaux cas quotidiens de la Covid-19 déclarés en Guadeloupe | 0 |  |
| Le graphique qui aurait dû être présenté ici ne peut pas être affiché car il utilise l'ancienne extension Graph, désactivée pour des questions de sécurité. Des indications pour créer un nouveau graphique avec la nouvelle extension Chart sont disponibles ici . |   |  |